# USS Dogfish (SS-350)
Za druga plovila z istim imenom glejte USS Dogfish.
USS Dogfish (SS-350) je bila jurišna podmornica razreda balao v sestavi Vojne mornarice Združenih držav Amerike.
Podmornico so leta 1972 prodali Braziliji, kjer so jo preimenovali v Guanabara (S-10).